# Cardinale

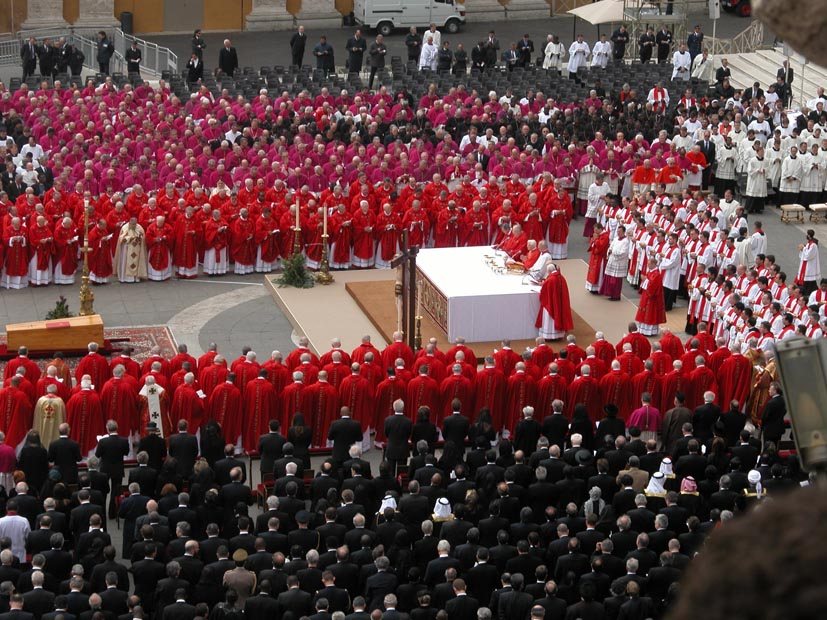
I cardinali (in rosso) partecipano alla celebrazione dei funerali di papa Giovanni Paolo II in Vaticano l'8 aprile 2005.

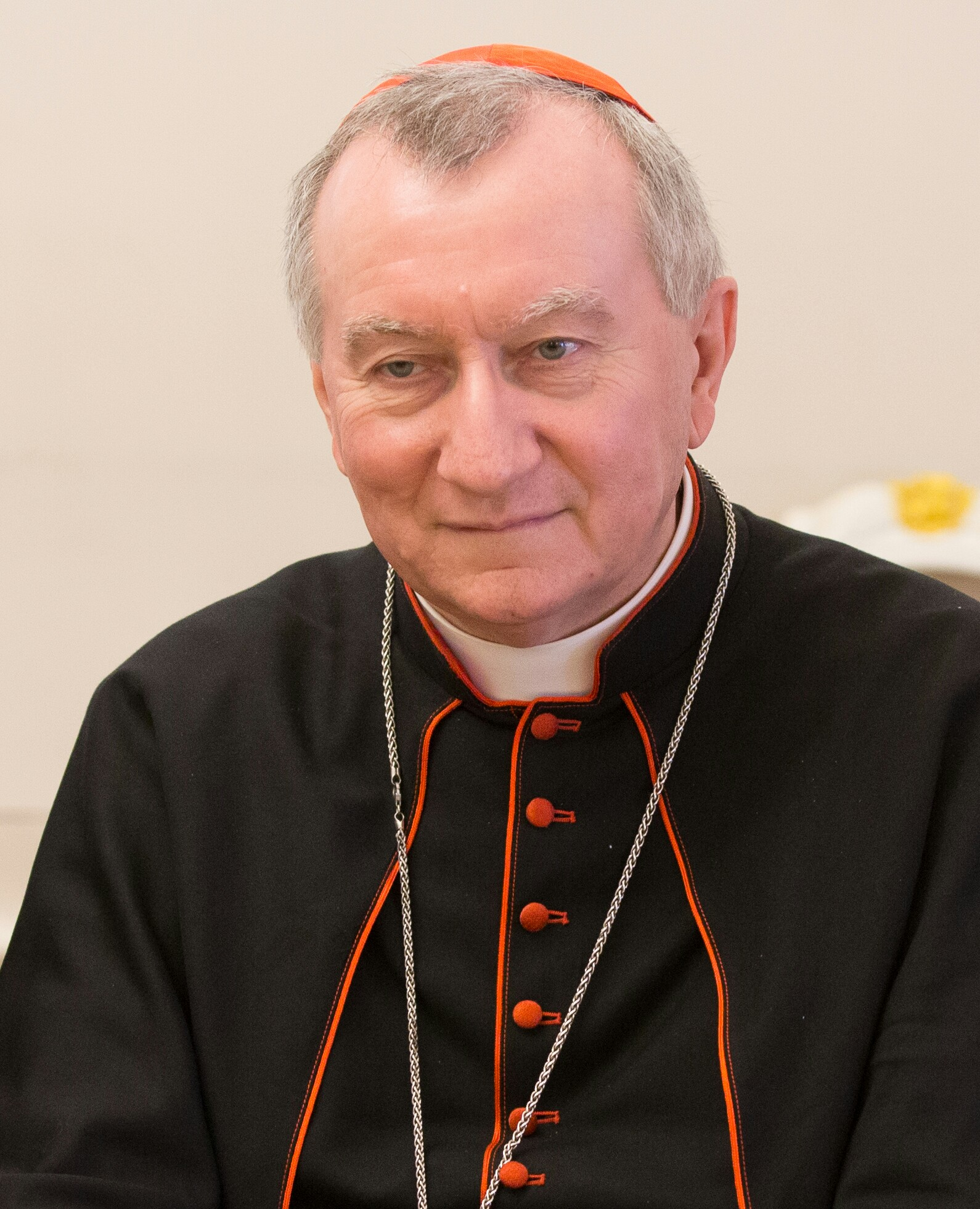
Cardinale in abito piano (Pietro Parolin).

Il cardinale è un ecclesiastico della Chiesa cattolica, insignito dal papa, per i suoi meriti personali, di un titolo cardinalizio legato a una chiesa presbiterale o diaconale della città di Roma o a una delle sette diocesi suburbicarie dell'Urbe.
Il cardinalato, pur essendo molto antico, non è un ministero ordinato, in quanto non fa parte dei tre gradi del sacramento del ministero apostolico (episcopato, presbiterato e diaconato) e non è considerato di istituzione divina. Nondimeno i cardinali sono alti membri della gerarchia cattolica, gli unici a godere della prerogativa dell'elezione del papa; sottostanno unicamente a lui e lo aiutano nel governo della Chiesa universale.
I cardinali nel loro insieme formano il collegio cardinalizio, presieduto dal cardinal decano, e la loro riunione sotto la presidenza del papa è detta concistoro. Ai cardinali, dopo la morte o la rinuncia del pontefice, compete l'elezione del nuovo vescovo di Roma in un'assemblea detta conclave. Essi sono inoltre, in accordo col codice di diritto canonico, collaboratori del Papa, sia collegialmente sia individualmente, ricoprendo gli incarichi più importanti nella Curia romana.
Il titolo formale completo che spetta ai cardinali è quello di Cardinale di Santa Romana Chiesa (in latino: Sanctae Romanae Ecclesiae Cardinalis) e il loro trattamento è quello di Eminenza Reverendissima (anche se l'aggettivo Reverendissima è facoltativo). Spesso sono cardinali i vescovi delle diocesi cosiddette cardinalizie, considerate importanti dalla Chiesa per preminenza o per tradizione (vedi sotto).

## Storia

### Storicità del termine
Il termine deriva dal latino cardo, cioè "cardine", "perno" inteso come centro di rotazione: i cardinali, infatti, aiutano il pontefice nell'amministrazione della Curia romana e più in generale nel governo della Chiesa universale.
Il termine cardinale era già usato dai cristiani al tempo dell'Impero romano per indicare in generale i sacerdoti diocesani addetti (o, appunto, incardinati) a una Chiesa particolare, specialmente se illustre (come erano quelle di Milano, Ravenna, Costantinopoli, ecc. e naturalmente quella di Roma). Nel Medioevo il titolo di cardinale divenne prerogativa di alcuni canonici di capitoli cattedrali, fra cui quelli di Aquisgrana, Colonia, di altre diocesi in Germania e in Italia e in Spagna nell'arcidiocesi di Santiago di Compostela e nella diocesi di Orense.

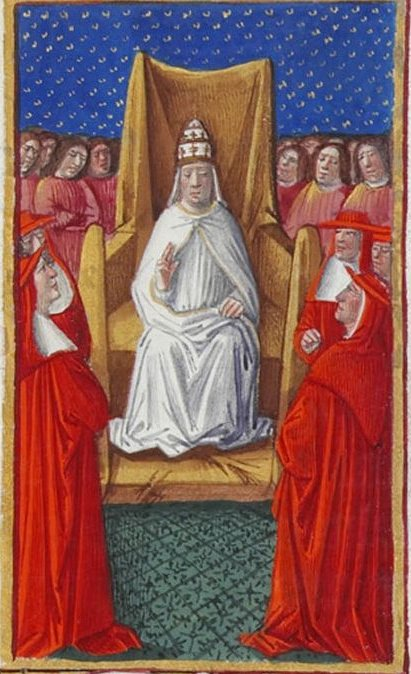
Il papa con i suoi cardinali, in una miniatura del Très riches heures du Duc de Berry

### Origini nella diocesi di Roma
La nascita della figura del cardinale è strettamente collegata alla nascita della Curia romana, avvenuta quando il papa, per il governo della Chiesa, cominciò a chiamare presso di sé alcuni collaboratori (che andranno a formare successivamente la Curia romana), scelti tra i chierici della sua provincia ecclesiastica: i parroci della sua diocesi (che diverranno i cardinali presbiteri); i diaconi della città (i futuri cardinali diaconi); i vescovi suburbicari, cioè i vescovi delle diocesi attorno a Roma (i futuri cardinali vescovi).
L'ufficio dei cardinali inizia a evolversi a Roma sin dal V secolo: il titolo era riservato ai sacerdoti incardinati alle 25 chiese nelle quali era divisa l'amministrazione ecclesiastica della città (i cosiddetti tituli cardinales): 25 erano infatti i presbiteri a cui era stato affidato il servizio parrocchiale dell'Urbe da papa Cleto. Da essi nacque il titolo di cardinale presbitero, in quanto titolare di una chiesa della Diocesi di Roma.
In seguito il titolo venne riservato da papa Evaristo (successore di papa Clemente) anche ai 7 diaconi che si occupavano delle cosiddette diaconie, ovvero i dipartimenti (regiones) in cui Roma era stata divisa per garantire la cura dei poveri. Da essi nacque il titolo di cardinale diacono.
Successivamente, con l'affermazione del vescovo di Roma come guida di tutta la Chiesa cattolica, i papi cominciarono a chiamare a sé i vescovi delle diocesi più vicine (le suburbicarie, suffraganee della diocesi romana) per svolgere in sua vece cerimonie religiose, per farsi assistere nel corso di esse e per ricevere aiuto e consiglio nel governo della diocesi e della Chiesa. Da essi nacque il titolo di cardinale vescovo.

### Dall'XI al XIX secolo

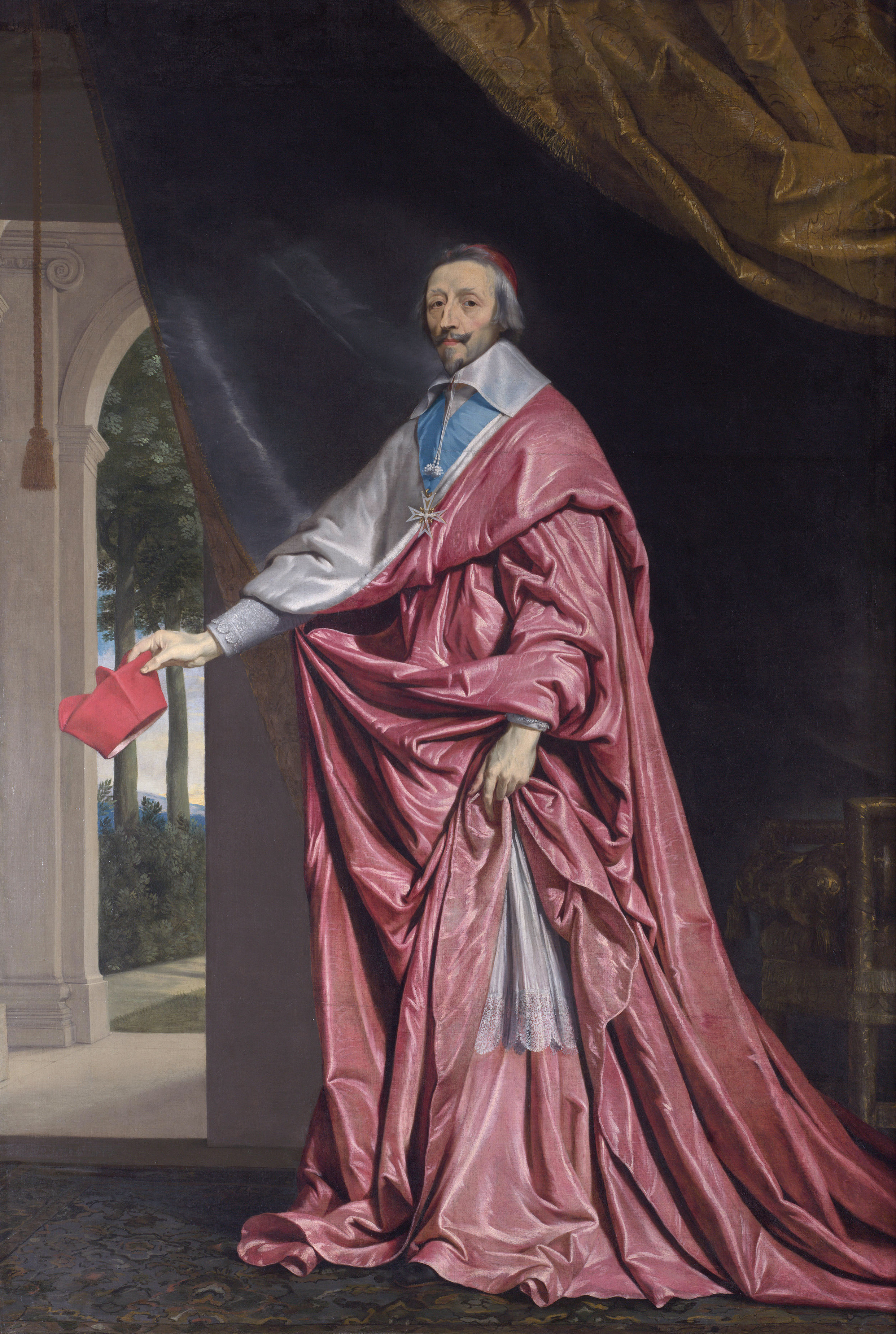
Il Cardinale Richelieu, celeberrimo Cardinale della corona e Primo ministro di Francia

La dignità cardinalizia iniziò ad assumere rilevanza solo a partire dal XI secolo. Papa Niccolò II, infatti, riservò il diritto di elezione del papa ai soli cardinali vescovi romani, i quali erano tenuti a raggiungere l'unanimità, nel 1059 con la costituzione apostolica In nomine Domini, mentre nel 1179 papa Alessandro III, con la costituzione apostolica Licet de vitanda discordia, conferì l'elettorato attivo a tutti i cardinali (cardinali vescovi, cardinali presbiteri e cardinali diaconi) stabilendo per la validità dell'elezione la maggioranza qualificata dei due terzi.
Intanto nel 1150 fu effettivamente formato il Collegio cardinalizio e nacquero le figure del Decano e del Camerlengo.
Nel 1274 papa Gregorio X, con la costituzione apostolica Ubi periculum, confermò le norme dettate dai suoi predecessori, ma introdusse il dovere del segreto nell'elezione e, successivamente, soprattutto l'obbligo della segregazione dell'assemblea dei cardinali elettori: per questo da allora tale assemblea viene detta conclave. Queste disposizioni sono sopravvissute nelle successive variazioni delle norme.
I papi Eugenio IV e Leone X, rispettivamente con le bolle Non mediocri e Supernae, stabilirono la preminenza e il diritto di precedenza della dignità dei cardinali su tutte le altre dignità nella gerarchia ecclesiastica (compresi i patriarchi), essendo sottostanti soltanto al papa.
Papa Pio V il 17 febbraio 1567 proibì di dare il titolo di cardinale ai canonici, riservandolo ai cardinali di Santa Romana Chiesa, tuttavia a Santiago di Compostela il titolo resterà in uso fino al 15 settembre 1847, data in cuì morì l'ultimo canonico cardinale.
Sisto V portò, con la costituzione Postquam verus del 1586, il numero dei cardinali a 70, cioè 6 vescovi, 50 preti e 14 diaconi.
Durante il Medioevo e fino al XIX secolo la maggioranza dei cardinali proveniva da famiglie della grande o piccola nobiltà europea, nella maggior parte dei casi italiana, o specificamente romana. Tra questi, un gran numero era costituito da cardinali legati alla gestione e all'amministrazione del territorio pontificio e dai cosiddetti "cardinali della corona".

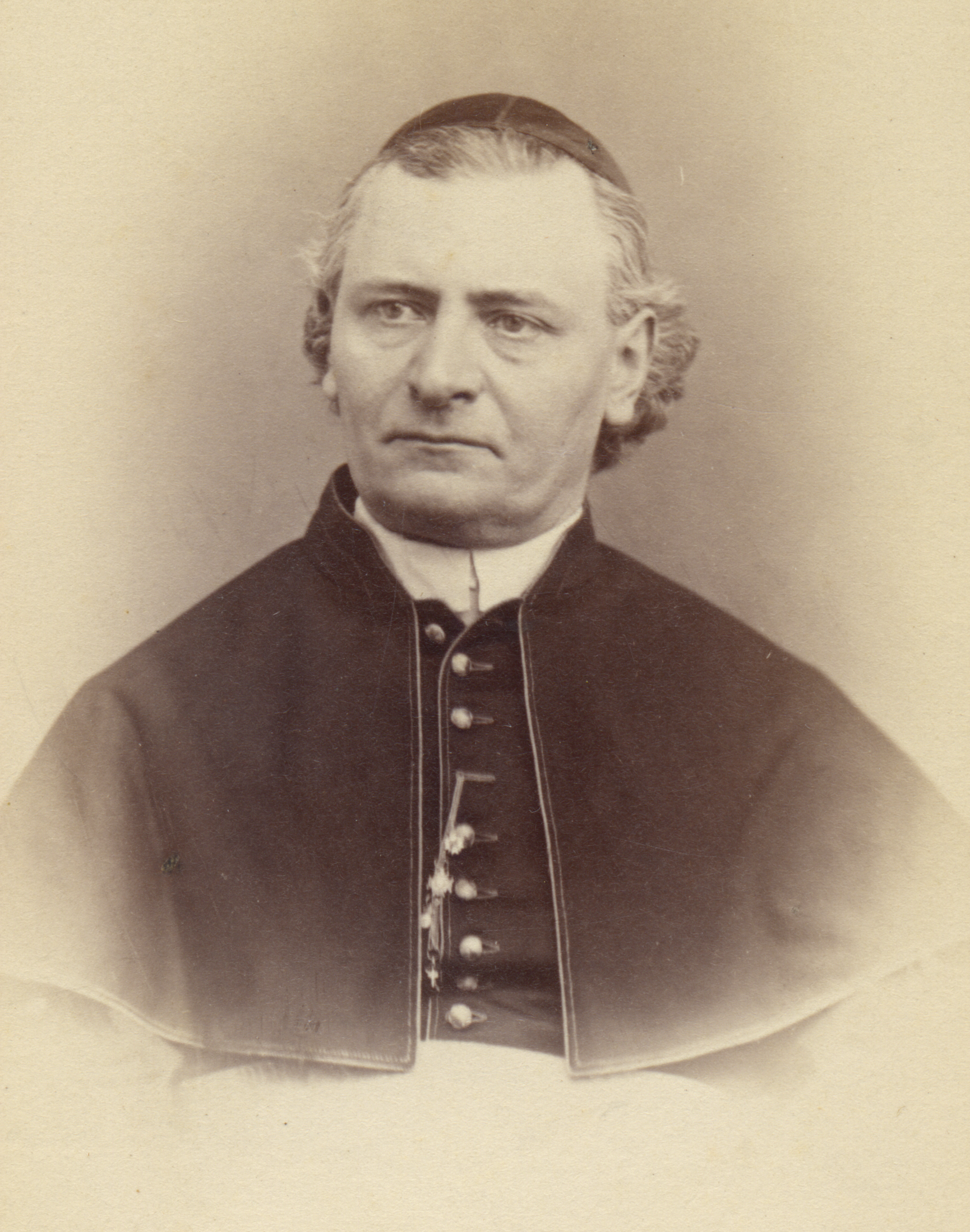
Fotografia di un cardinale del XIX secolo (Angelo Bianchi)

### Dal XIX secolo al terzo millennio
La composizione e il ruolo del collegio cardinalizio mutarono profondamente a partire dalla fine del XIX secolo, con la perdita di importanza del potere temporale della Chiesa e la fine dello Stato Pontificio.
Ne è un esempio l'internazionalizzazione del Sacro Collegio, che fu da una parte conseguenza dell'espansione nelle terre di missione, ma che aveva anche come scopo la ricerca da parte della Santa Sede di un appoggio internazionale dopo la fine dello Stato della Chiesa, a cui corrispondeva un'impostazione di Chiesa più pastorale e meno "di corte". Durante il pontificato di Pio IX furono nominati i primi cardinali extra-europei, il guatemalteco Juan de la Cruz Ignacio Moreno y Maisanove e lo statunitense John McCloskey.
Mutò anche l'origine sociale dei cardinali: se durante il pontificato di Pio VII (1800-1823) il 92% dei cardinali nominati proveniva dalla nobiltà, questa percentuale si riduce notevolmente sotto papa Leone XIII (1878-1903), lasciando spazio a cardinali provenienti dalla borghesia o di origini modeste.
Diminuì notevolmente anche il numero di cardinali non ordinati preti, che erano legati soprattutto ai numerosi incarichi amministrativi e diplomatici nello Stato della Chiesa.
Nel 1918, con la promulgazione del nuovo Codice di Diritto Canonico da parte di papa Benedetto XV, fu decretato che tutti i cardinali dovessero essere ordinati almeno presbiteri.
Nel 1929, a seguito del concordato tra la Santa Sede e lo Stato italiano, entro i confini del Regno d'Italia a tutti i cardinali furono riconosciuti gli "onori dovuti ai Principi del sangue".
Nel 1962 papa Giovanni XXIII stabilì che tutti i cardinali dovessero essere insigniti della dignità episcopale. Tale norma tuttavia viene a volte disattesa da parte dei pontefici con delle speciali dispense.
Nel 1965 papa Paolo VI ha introdotto nel collegio cardinalizio i patriarchi di rito orientale nell'Ordine dei Cardinali Vescovi con il motu proprio Ad purpuratorum Patrum Collegium.
Sempre Paolo VI, il 21 novembre 1970, stabilì con il motu proprio Ingravescentem Aetatem che tutti i cardinali, al compimento dell'ottantesimo anno di età, perdessero il diritto di partecipare a un eventuale conclave. In caso un cardinale abbia compiuto ottant'anni dopo l'inizio della sede vacante, egli può partecipare all'elezione del Romano Pontefice. I cardinali non elettori possono tuttavia partecipare alla Missa Pro Eligendo Romano Pontifice e alla processione dei cardinali fino alla Cappella Sistina, senza però partecipare alle votazioni.
Lo stesso Paolo VI nel 1973 portò il numero massimo di cardinali elettori a 120; nonostante ciò, la regola non è sempre stata seguita in maniera rigida. Ad esempio sia Giovanni Paolo II che Francesco hanno infatti spesso infranto il tetto del numero massimo.

## Ordini cardinalizi
La dignità cardinalizia non è un ministero ordinato, non facendo parte dei tre gradi del sacramento del ministero apostolico (ossia episcopato, presbiterato e diaconato), e non rientra nella gerarchia cattolica "di diritto divino" (ovvero quella che la Chiesa ritiene essere stata istituita direttamente da Gesù Cristo).
Sin dalle origini il cardinalato è suddiviso in tre ordini, corrispondenti ai summenzionati gradi del ministero apostolico:
- cardinali vescovi (incardinati alle diocesi suburbicarie, suffraganee di quella di Roma)
- cardinali presbiteri (incardinati a titoli presbiteriali)
- cardinali diaconi (incardinati a diaconie)

Stemma di cardinale arcivescovo metropolita (con pallio)
Stemma di cardinale arcivescovo non metropolita (senza pallio)
Stemma di cardinale vescovo di una diocesi
Stemma di cardinale non ordinato vescovo

### Cardinali vescovi
1. Ostia
2. Albano
3. Frascati
4. Palestrina
5. Porto-Santa Rufina
6. Sabina-Poggio Mirteto
7. Velletri-Segni

In origine in numero di sette, erano i vescovi delle chiese suburbicarie di Roma; prima della riforma liturgica seguita al Concilio ecumenico Vaticano II assistevano alla messa papale indossando un piviale chiuso da un razionale con tre pigne di perle allineate. Il decano porgeva al papa il libro liturgico da leggere, come il prete assistente faceva con i vescovi. Anche quando è venuta meno l'effettiva potestà sulle diocesi, ai cardinali vescovi si è continuato ad assegnare la titolarità di una sede suburbicaria.
Al decano del collegio cardinalizio, eletto tra i cardinali vescovi (solo a partire dal motu proprio Sacro Cardinalium Consilio), spetta la titolarità della sede di Ostia che cumula a quella che aveva precedentemente. Ai cardinali vescovi titolari delle altre sedi suburbicarie papa Paolo VI, con il motu proprio Ad purpuratorum Patrum Collegium pubblicato l'11 febbraio 1965, affiancò nell'ordine dei vescovi anche i patriarchi di rito orientale assunti nel collegio cardinalizio che, nell'ordine di precedenza, si situano immediatamente dopo di loro; a questi non viene assegnata alcuna sede suburbicaria, infatti essi come titolo hanno la propria sede patriarcale.
Con rescritti del 26 giugno 2018 e del 1º maggio 2020 papa Francesco ha ampliato l'ordine dei cardinali vescovi nominando tra essi alcuni porporati che rivestono incarichi di prima responsabilità nella Curia romana, ed elevandoli a cardinali vescovi ad personam senza che il titolo cardinalizio sia elevato a titolo episcopale.

### Cardinali presbiteri
Erano gli ecclesiastici preposti alla cura delle più antiche chiese di Roma, dette "titoli" (dal latino tituli). Tradizionalmente legati alle parrocchie di Roma, essi costituiscono da sempre l'ordine più numeroso.
Furono istituiti da papa Cleto in numero di venticinque e così rimasero per 1.500 anni. Nel XVI secolo raddoppiarono a cinquanta con papa Sisto V e superarono i cento nel XX secolo. Prima della riforma liturgica seguita al Concilio Vaticano II, partecipavano alla Messa papale indossando la pianeta sul rocchetto.

### Cardinali diaconi
A essi era demandata l'amministrazione dei sei uffici del palazzo del Laterano ("diaconi palatini") e dei sette dipartimenti (regiones) di Roma e la cura dei poveri presenti in essi ("diaconi regionali"); dopo papa Sisto V diventano quattordici, due per ciascuno di questi dipartimenti, ognuno avente in gestione una "diaconia", cioè una chiesa dell'Urbe di cui è responsabile. Prima della riforma liturgica partecipavano alla Messa papale in dalmatica (l'abito proprio dei diaconi); due di essi assistevano il papa sul trono, uno lo coadiuvava come ministrante e proclamava il Vangelo. Pur essendo sei gli uffici, Gaetano Moroni cita sette cardinali diaconi palatini: "primicerio dei notari, ossia decano del collegio dei protonotari apostolici, e capo delle dignità palatine, il secondicerio, l'arcario, il sacellario, il protoscrinario, il primicerio dei difensori e l'amminicolatore, o nomenclatore".

## Corrispondenza tra il grado di ordinazione e il titolo dei cardinali
Una volta l'ordine di cardinalato era corrispondente al grado di ordinazione del cardinale (diacono, presbitero o vescovo), o comunque a un grado di ordinazione inferiore (pertanto un prete poteva diventare cardinale diacono o presbitero, ma non cardinale vescovo senza essere ordinato vescovo).
Nel 1962 papa Giovanni XXIII stabilì che chi viene creato cardinale venga anche consacrato vescovo, nel caso non lo sia già, eliminando di fatto ogni distinzione di ordinazione tra i cardinali: i tre ordini vengono mantenuti, ma non sono più legati a un fatto sacramentale, quanto a titoli (diocesi suburbicarie o chiese di Roma). Di fatto, però, Giovanni Paolo II, Benedetto XVI e Francesco hanno nominato cardinali alcuni sacerdoti ultraottantenni (e quindi senza diritto di voto in conclave) pur senza elevarli alla dignità episcopale, mediante una speciale dispensa.
Il titolo cardinalizio può essere congiunto con quello di vescovo di una qualche diocesi nel mondo (esistente o estinta): infatti moltissimi vescovi sono stati elevati al cardinalato (come cardinali presbiteri) e ricevono un "titolo", in virtù del quale fanno parte in modo formale del Clero romano (e, se non hanno compiuto gli ottant'anni, partecipano all'elezione del pontefice).
A partire dal motu proprio Suburbicariis sedibus del 1962 di papa Giovanni XXIII, i cardinali non hanno alcuna potestà di governo sulla chiesa o sulla diocesi suburbicaria a cui sono stati assegnati e non possono interferire in nessun modo per ciò che riguarda l'amministrazione dei beni e la disciplina (ogni chiesa infatti ha già il proprio parroco o rettore, e ogni diocesi suburbicaria ha il proprio vescovo diocesano: il ruolo del cardinale è di puro patrocinio).

## Cardinali di curia e cardinali residenziali
A seconda dell'incarico ricoperto, i cardinali si dividono in due grandi gruppi: i cardinali di curia e i cardinali residenziali.

### Cardinali di curia
Sono detti cardinali di curia quei cardinali che presiedono un dicastero della Curia Romana e quindi partecipano attivamente al governo della Chiesa Universale. Risiedono solitamente a Roma e partecipano ai concistori ordinari convocati dal papa. I cardinali residenti nella Città del Vaticano o a Roma ottengono la cittadinanza dello Stato della Città del Vaticano.
I cardinali di curia decadono dai rispettivi incarichi con la vacanza della Santa Sede (cioè, con la morte del papa o con la sua rinuncia).

### Cardinali residenziali
Sono detti cardinali residenziali (con evidente assonanza ai vescovi residenziali) quei cardinali che continuano a reggere la loro diocesi; sono spesso cardinali per consuetudine in quanto, pur non esistendo norme specifiche, alcune diocesi particolarmente prestigiose e importanti per dimensioni e/o tradizione (dette appunto diocesi cardinalizie) sono tradizionalmente assegnate a cardinali.
Pur essendo membri del Sacro Collegio e quindi assistenti a tutti gli effetti del papa, il loro compito principale rimane la guida di una Chiesa particolare, appunto la diocesi di cui sono vescovi.
Solitamente, i primati delle chiese nazionali sono cardinali residenziali, per esempio di Francia, di Inghilterra e Galles, d'Ungheria, del Belgio, eccetera. In Italia, coerentemente, sono tradizionalmente rette da cardinali residenziali le diocesi principali dei sette Stati preunitari più importanti: Milano, Torino, Venezia, Genova, Firenze, Napoli e Palermo; a queste si aggiunge Bologna, seconda città dello Stato pontificio e capoluogo di quelle che venivano chiamate le Romagne.

## Nomina dei cardinali
I nuovi cardinali vengono creati nel concistoro. Il codice di diritto canonico prevede che ciò avvenga in presenza del collegio. Le nomine dei nuovi cardinali sono generalmente annunciate in anticipo, ma solo con la pubblicazione formale del decreto papale durante il concistoro l'elevazione al rango cardinalizio acquista effetti. Ciò vale anche per quei cardinali il cui nome non viene rivelato dal papa per particolari ragioni (solitamente, di carattere politico), detti cardinali in pectore.
Dal 1962, secondo quanto stabilito da Giovanni XXIII, tutti i cardinali devono essere stati ordinati vescovi prima della loro creazione.
I chierici elevati alla dignità cardinalizia, come anche i vescovi, sono obbligati personalmente alla professione di fede, la cui formula, in vigore dal 1º marzo 1989, è composta dal simbolo niceno-costantinopolitano seguito dalla professione di fede nella Parola di Dio scritta o trasmessa (quali: Sacre Scritture, Concili, Padri), e nei dogmi proclamati dal Magistero ordinario e universale. Il rispettivo ministero è esercitato con diligenza e fedeltà in modo conforme al mandato apostolico di servizio e di edificazione pastorale miranti alla comunione diacronica dei credenti in Gesù Cristo.
Ogni cardinale prende possesso del suo titolo durante una cerimonia dopo l'avvenuta nomina: pertanto sulla facciata delle chiese "titolari" è in genere esposto, oltre allo stemma papale, anche quello del cardinale a cui la chiesa è stata assegnata. Sulla controfacciata, in corrispondenza degli stemmi, era d'uso apporre i ritratti a olio del Papa e del Cardinale titolare.

### Numero dei cardinali

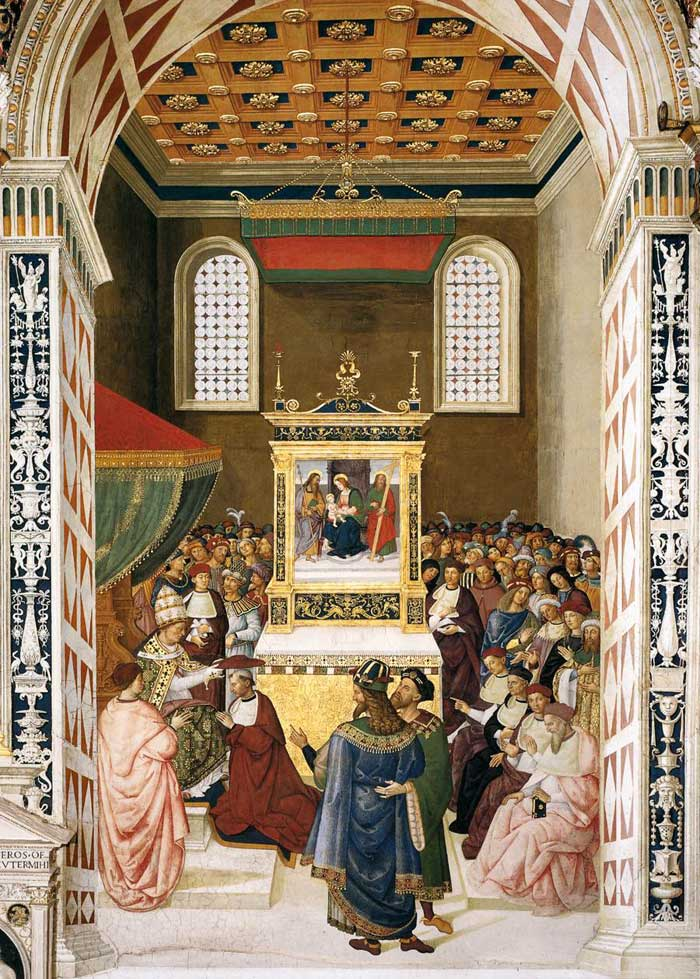
Callisto III impone il galero cardinalizio all'arcivescovo Enea Piccolomini

Il numero dei cardinali, che era oscillato da 20 a 40 nei primi secoli del secondo millennio, fu fissato in 70 da Sisto V nel 1586, in memoria dei 70 anziani d'Israele scelti da Mosè durante l'esodo. Nel 1958 Giovanni XXIII ne ampliò il numero, mentre nel 1975 Paolo VI lo fissò a un massimo di 120 con la costituzione apostolica Romano Pontifici Eligendo. Nel 1996 Giovanni Paolo II con la costituzione apostolica Universi Dominici Gregis riconfermò il limite di cardinali elettori a 120. Nonostante ciò, sia lui che papa Francesco non hanno tenuto conto di questo limite, arrivando ad avere rispettivamente un massimo di 135 cardinali elettori nel concistoro del 21 febbraio 2001 e un massimo di 137 cardinali elettori nel concistoro del 30 settembre 2023.
Sempre Paolo VI, con il motu proprio Ingravescentem Aetatem decretò che al compimento dell'ottantesimo anno di vita i cardinali perdessero il diritto di voto attivo (e quindi la possibilità di entrare in conclave ed eleggere il papa) ma non quello di voto passivo (ossia la possibilità di essere eletti).
Papa Giovanni Paolo II è il pontefice che ha creato il maggior numero di cardinali nella storia: 231 (provenienti da 69 nazioni) in 9 concistori.
Con il concistoro del 14 febbraio 2015, il Sacro Collegio ha raggiunto il numero di 227 cardinali viventi (compresi i non elettori), provenienti da 73 nazioni, un record storico, mai raggiunto prima nella storia della Chiesa cattolica.
Dal 5 ottobre 2019 la maggioranza assoluta dei cardinali elettori è costituita da porporati creati da papa Francesco.
All'8 agosto 2025 i membri del collegio sono 248, provenienti da 94 nazioni, dei quali 130 elettori.

### Rimozione dei cardinali
Il Papa, per gravi motivazioni, può scegliere di togliere la dignità cardinalizia a un porporato: è successo ad esempio nel 1927 al cardinale francese Louis Billot, che aveva pubblicamente solidarizzato con una rivista del suo Paese, già oggetto di una censura da parte di papa Pio XI, oppure nel 2018 allo statunitense Theodore Edgar McCarrick, coinvolto in uno scandalo di pedofilia.
Nel 2015, per le accuse di molestie su persone maggiorenni, lo scozzese Keith O'Brien e nel 2020, per scandali finanziari, l'italiano Giovanni Angelo Becciu, rinunciarono ai diritti e alle prerogative del cardinalato, pur conservando il titolo cardinalizio, ridotto solamente a un simbolo.

## Il concistoro

Papa Paolo VI consegna l'anello cardinalizio a Joseph Ratzinger (poi papa Benedetto XVI) durante il Concistoro straordinario del 1977

La riunione del Collegio dei cardinali prende il nome di concistoro. Esso viene convocato e presieduto dal papa al fine di ricevere aiuto e consiglio dai cardinali nel governo della Chiesa o per annunciare la nomina di nuovi cardinali e per, in seguito, crearli.
Si distinguono due tipi di concistoro: il concistoro ordinario (a cui sono invitati tutti i cardinali, ma a cui solitamente partecipano solo i cardinali residenti a Roma) e il concistoro straordinario (a cui devono partecipare tutti i cardinali).
Il concistoro solitamente è tenuto a porte chiuse, ma in alcune e solenni occasioni quello ordinario può essere aperto al pubblico.
I concistori straordinari sono tenuti dal Papa, in genere, ogni due o tre anni; ma ad esempio, in diciannove anni di regno papa Pio XII ne indisse solamente due, mentre il suo predecessore, Pio XI, ne indisse addirittura diciassette nei diciassette anni di pontificato (in media uno all'anno).

## Il conclave

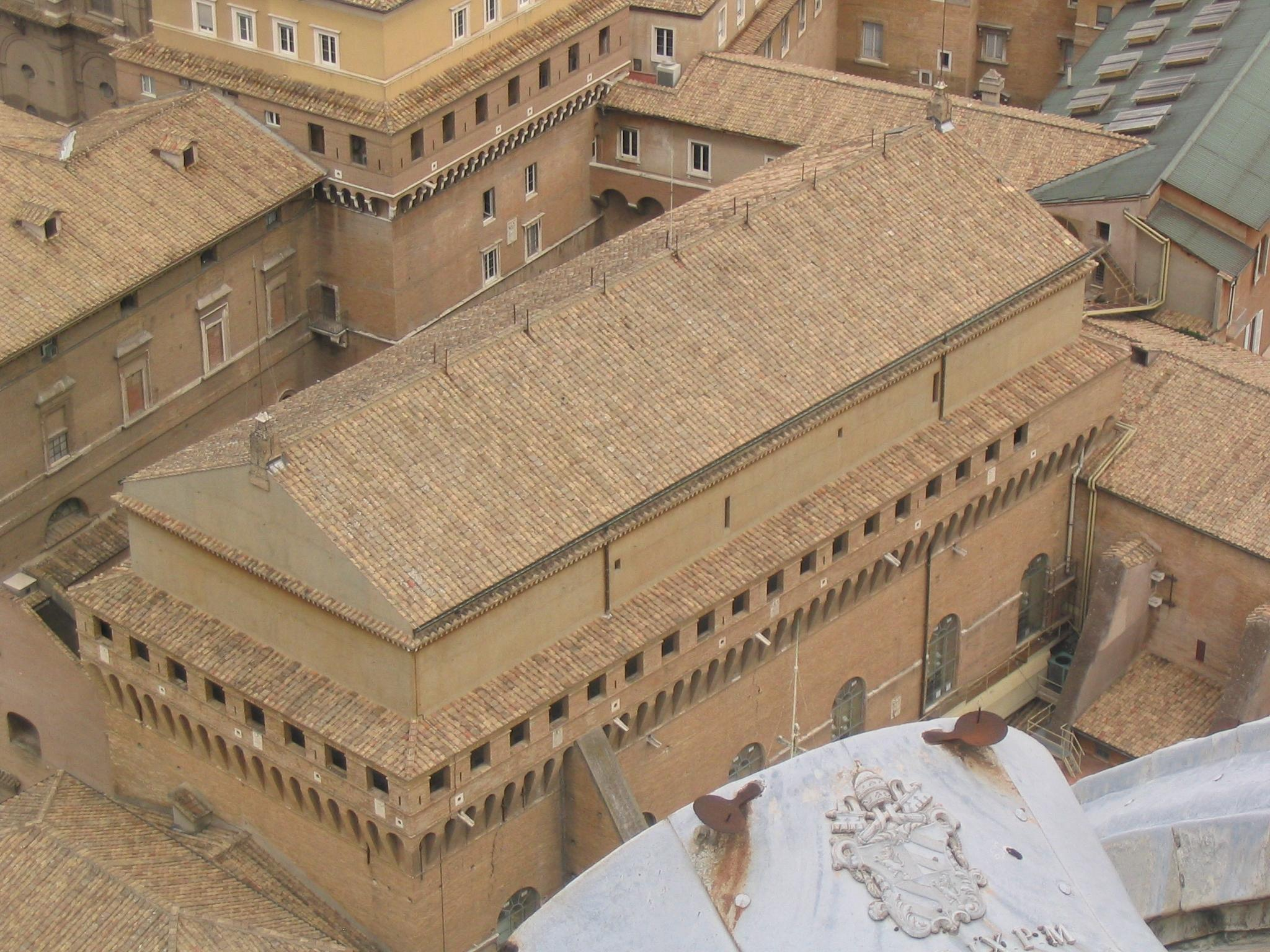
La Cappella Sistina, luogo in cui i cardinali svolgono il conclave per eleggere il papa

Alla morte o rinuncia del papa i cardinali hanno il compito di eleggere il suo successore in un'assemblea detta conclave, svolta rigorosamente a porte chiuse. Il maestro delle celebrazioni liturgiche pontificie pronuncia l'Extra omnes (in italiano: Fuori tutti), in seguito al quale ogni persona che non prende parte al conclave deve uscire dalla Cappella Sistina, dove i cardinali sceglieranno il nuovo Pontefice.
Anche se di norma il papa viene scelto tra gli stessi cardinali, de iure potrebbe essere selezionato anche un uomo celibe e battezzato, esterno al collegio cardinalizio; tuttavia ciò nella storia della Chiesa è avvenuto molto di rado.
Vige il limite di età di ottant'anni per avere il diritto di eleggere il papa ("cardinale elettore"): è stato introdotto da papa Paolo VI nella sua Lettera apostolica Ingravescentem Aetatem (21 novembre 1970), con l'intento di ringiovanire il senato cardinalizio e soprattutto le sue scelte, così come il limite (meno stringente) di settantacinque anni per i vescovi diocesani.

## Abiti e insegne cardinalizi
L'abito corale dei cardinali è simile a quello dei vescovi, ma di color rosso porpora (da cui il nome di "porporati"), anziché rosso-violaceo (tecnicamente "paonazzo"), a simboleggiare la disponibilità anche al martirio; il galero, rosso anziché verde, fa parte dello stemma, come per i vescovi.
Queste sono le insegne proprie dei cardinali:
- zucchetto: concesso dal Papa o suo delegato;
- mitra: bianca e damascata da usarsi nelle concelebrazioni eucaristiche;
- galero o cappello (in disuso): imposto per mano del Papa; è di colore rosso e una volta era dato con queste parole "ricevi questo galero rosso; esso significa che fino alla effusione del sangue ti devi mostrare intrepido per l'esaltazione della fede, la pace e la prosperità del popolo cristiano, la conservazione e l'accrescimento della Santa Chiesa ";
- berretta o calotta: di seta, saia o raramente in pelle, come segno di dignità ecclesiastica;
- anello: in uso dal XII secolo, è accordato ai cardinali titolari di chiese in segno di giurisdizione e fedeltà al pontefice;
- ombrellino (in disuso): come distinzione è portato da un chierico nelle processioni;
- baldacchino (in disuso): in damasco o broccato, ha la stessa funzione dell'ombrellino;
- cappa magna (in disuso): per le cerimonie liturgiche più solenni;
- stemma: indica la dignità cardinalizia come principe della Chiesa ed esclude ogni altro titolo nobiliare, dando diritto ad avere un proprio stemma personale;
- altare portatile: in uso per le processioni;
- veste rossa;
- talare e pellegrina nera (è ammesso l'uso del bianco nei paesi con clima particolarmente caldo), con occhielli, bottoni, bordi, fodera e fascia di colore rosso (nell'abito corale talare e mozzetta sono rosse);
- ferraiolo: di colore rosso, viene indossato unicamente sopra l'abito piano e solo in occasioni solenni.[46]

Abito talare (o piano) cardinalizio
Abito piano cardinalizio completo con ferraiolo rosso e saturno
Abito corale cardinalizio
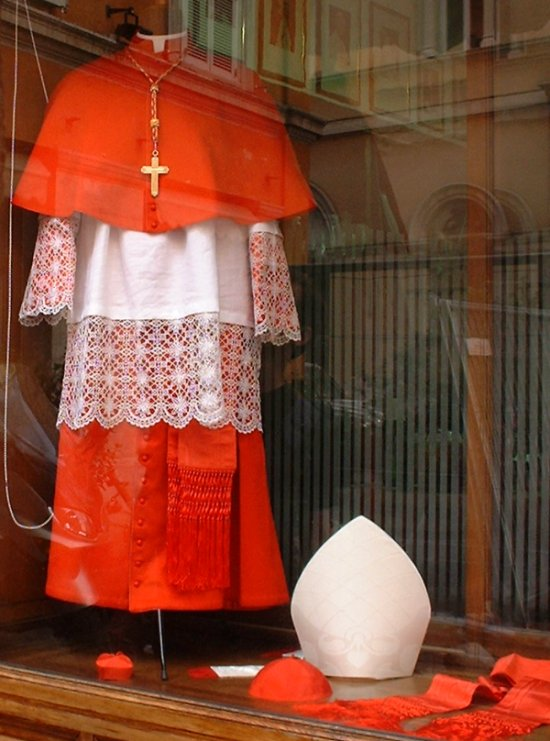
Abito corale cardinalizio (è esclusa la mitra bianca)
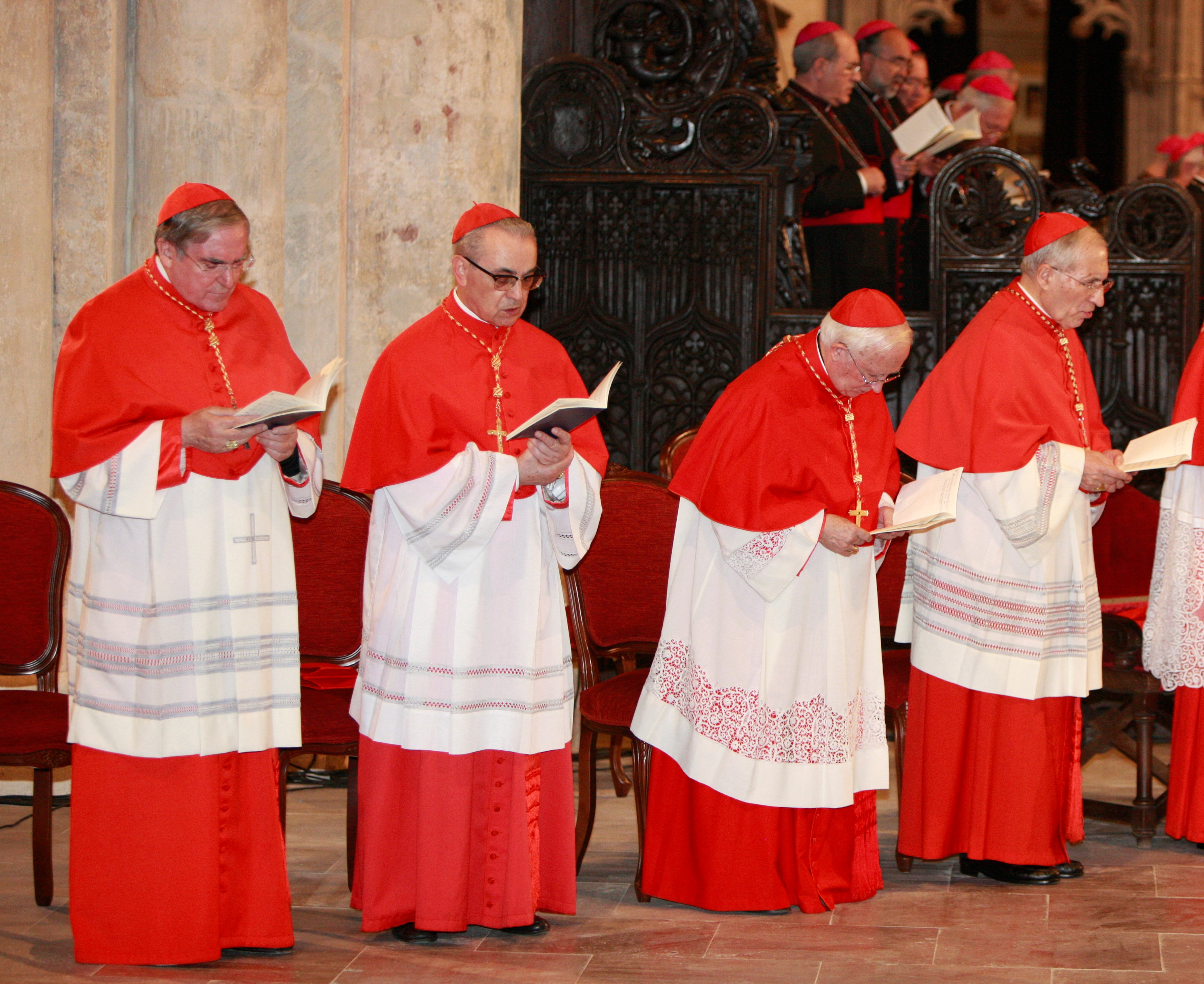
I cardinali (da sinistra) Lluís Martínez i Sistach, Santos Abril y Castelló, Antonio Cañizares Llovera e Antonio María Rouco Varela vestono l'abito corale durante una celebrazione della liturgia delle ore
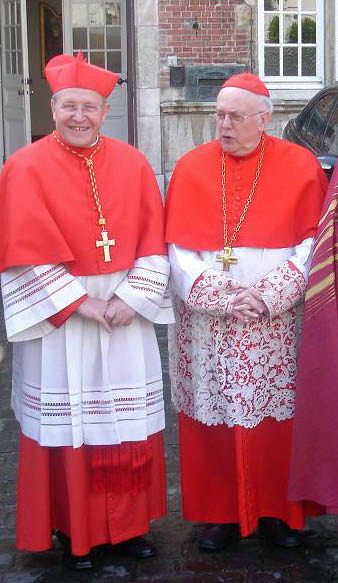
Cardinali in abito corale (da sinistra, Walter Kasper e Godfried Danneels)
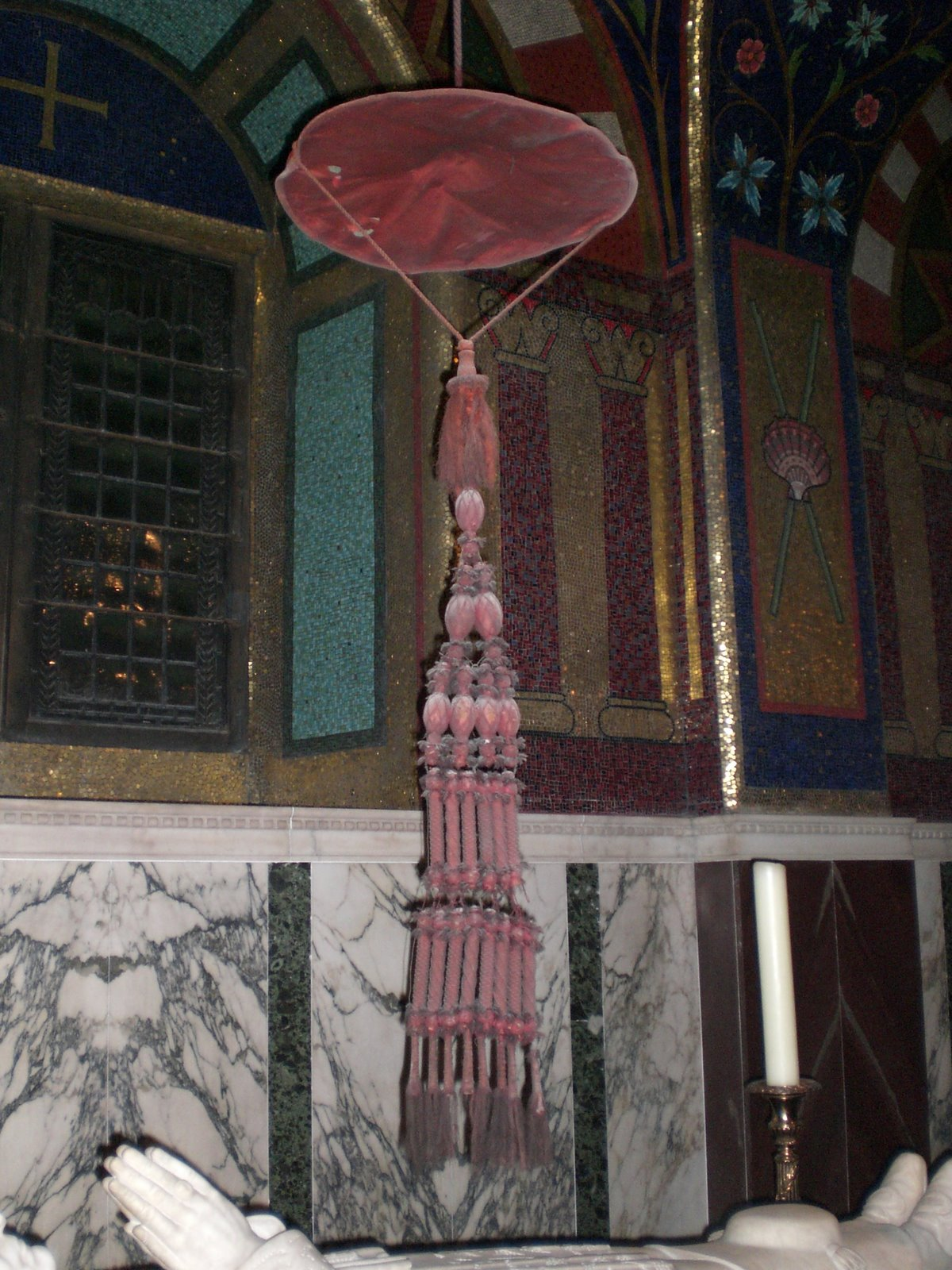
Galero cardinalizio
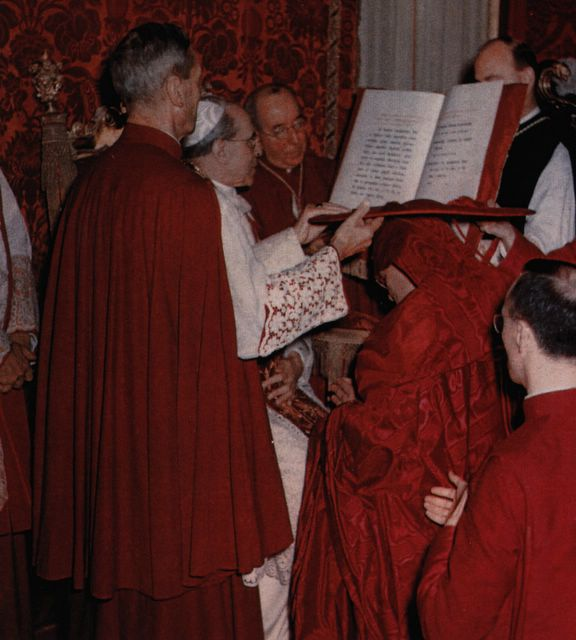
Papa Pio XII impone il galero ad un cardinale
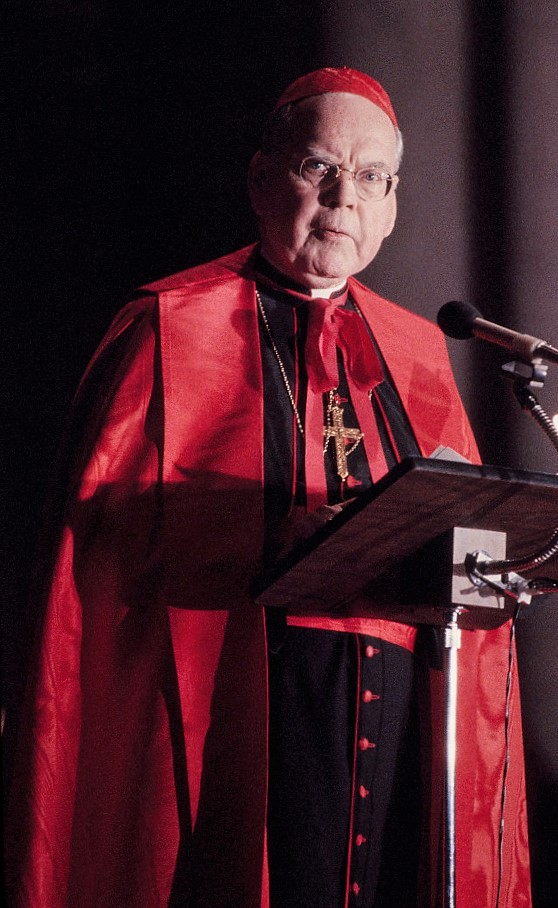
Il cardinale Terence Cooke col ferraiolo cardinalizio
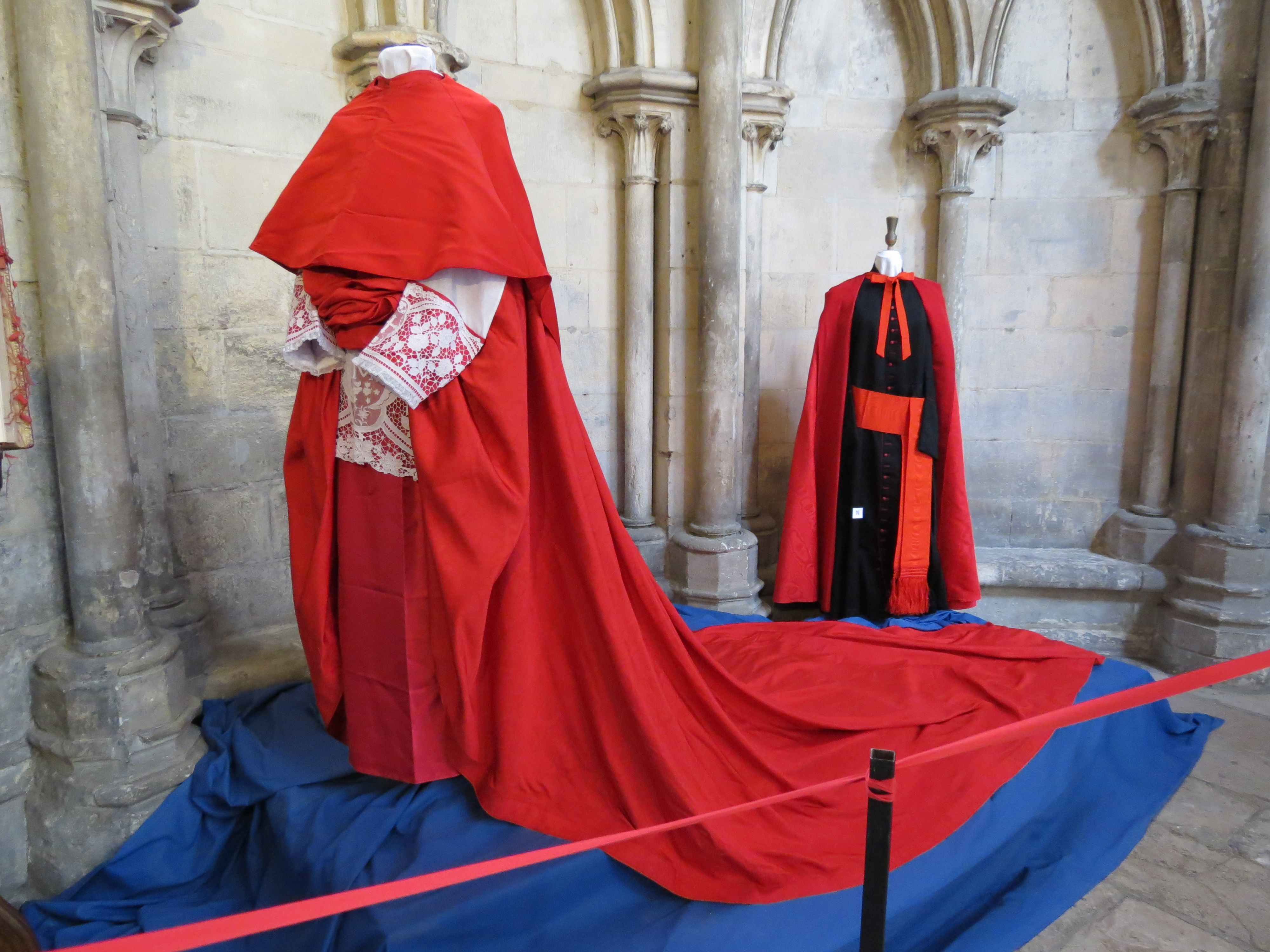
Cappa magna estiva dei cardinali Pierre Petit de Julleville e Joseph-Marie-Eugène Martin custodita nella cattedrale di Rouen; si vede in fondo a destra un abito piano cardinalizio con ferraiolo
Il cardinale Giuseppe Siri in cappa magna. Sopra di essa è visibile la mozzetta di ermellino

L'abbigliamento e le insegne cardinalizie non sono tuttavia "standardizzate" per tutti i membri del collegio: accade infatti che alcuni di essi (segnatamente coloro che provengono da una chiesa sui iuris) utilizzino un vestiario, degli attributi e un trattamento onorifico anche radicalmente diversi da quelli sopra descritti. Anche i cardinali che si trovano in terra di missione o vivono in zone tropicali o dove il clima è particolarmente caldo, indossano un vestiario differente: essi possono indossare l'abito talare di colore bianco, mantenendo, però, occhielli, bottoni, bordi, fodera, fascia, e zucchetto di color porpora, per differenziarsi dall'abito piano del papa, il quale è l'unico che può interamente vestirsi di bianco.

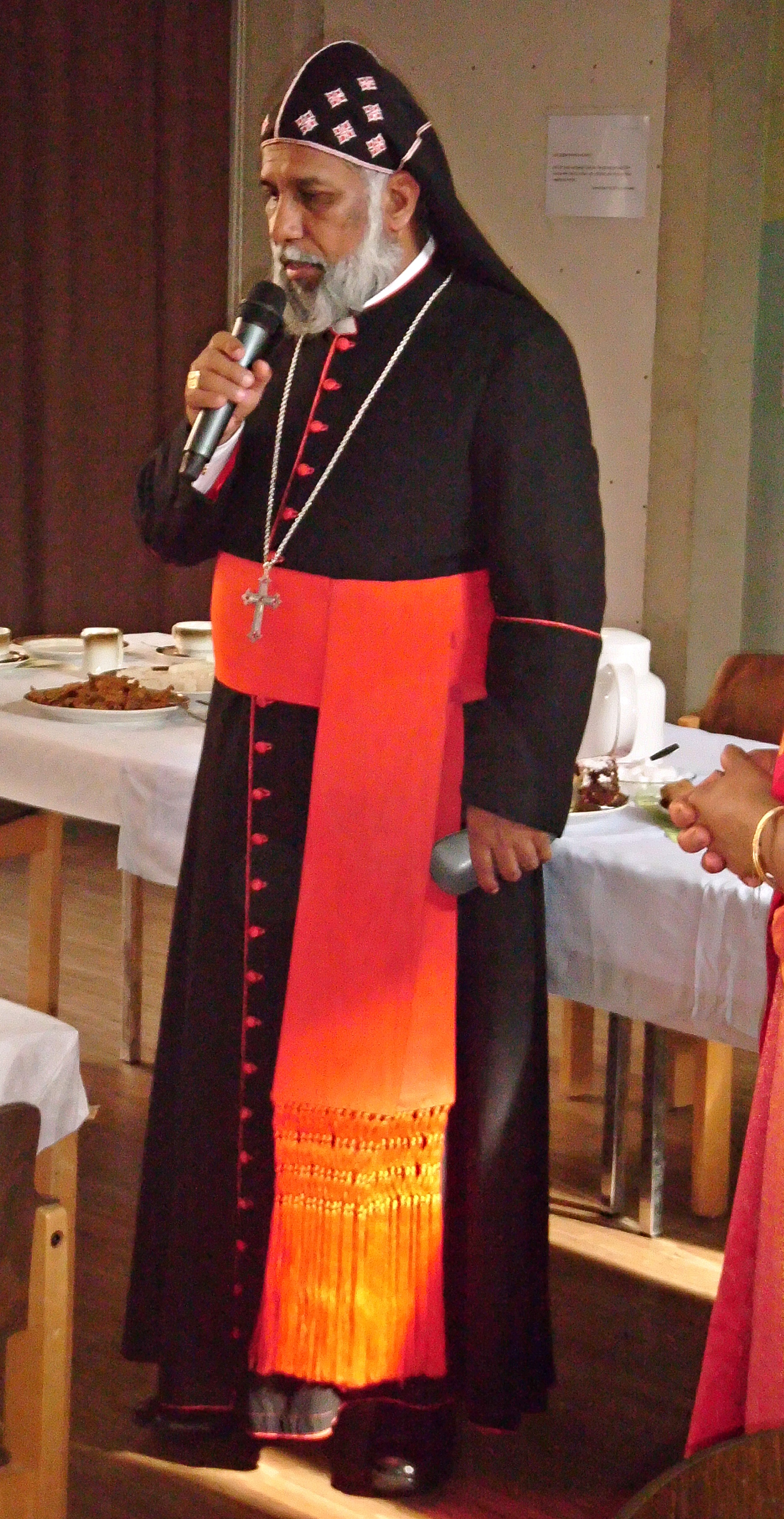
Il cardinale Isaac Cleemis Thottunkal, arcivescovo maggiore della Chiesa cattolica siro-malankarese, indossa una talare senza pellegrina e un peculiare copricapo proprio del suo rito orientale, la kalansowa.
Stemma di Sua Beatitudine il cardinale Thottunkal, in cui la speciale berretta liturgica siro-malankarese sostituisce il galero
Stemma del cardinale Louis Raphaël I Sako, patriarca di Baghdad dei Caldei
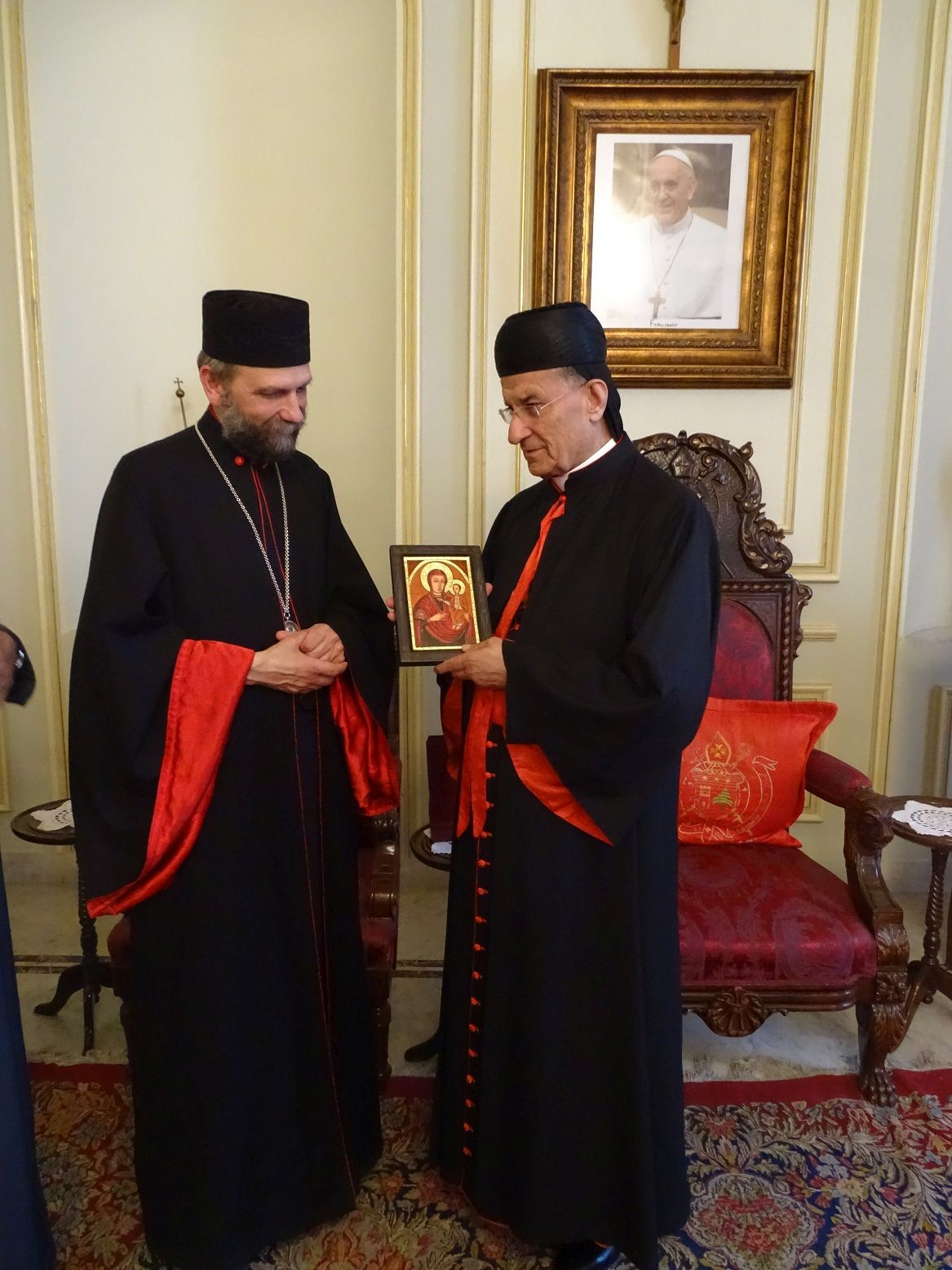
Il cardinale Béchara Boutros Raï (a destra), patriarca maronita di Antiochia, indossa una speciale berretta e un abito talare con mantella al posto della pellegrina.
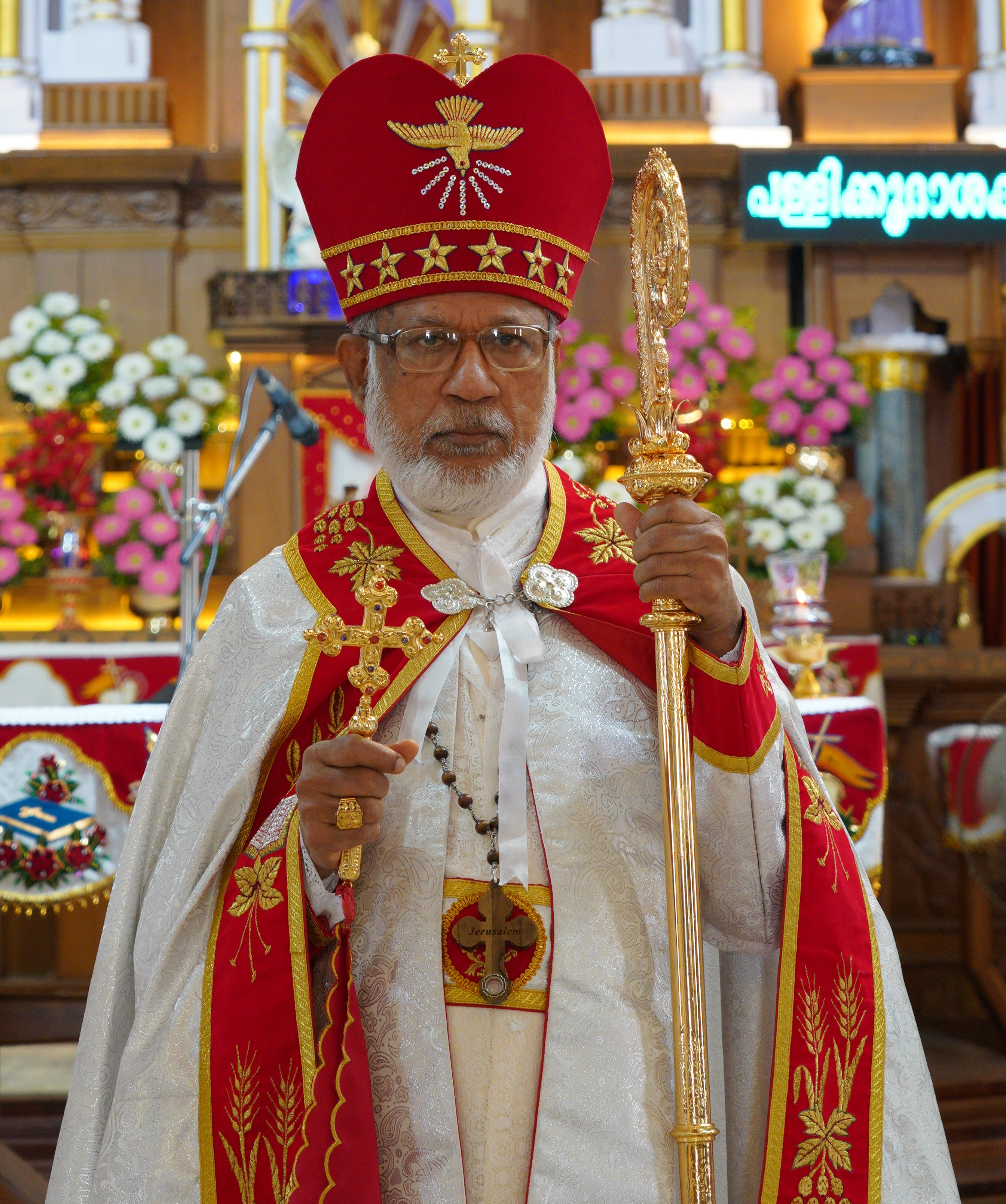
Il cardinale George Alencherry, arcivescovo maggiore di Ernakulam-Angamaly dei siro-malabaresi, mentre indossa una mitra orientale durante una funzione liturgica
Abito talare cardinalizio in bianco
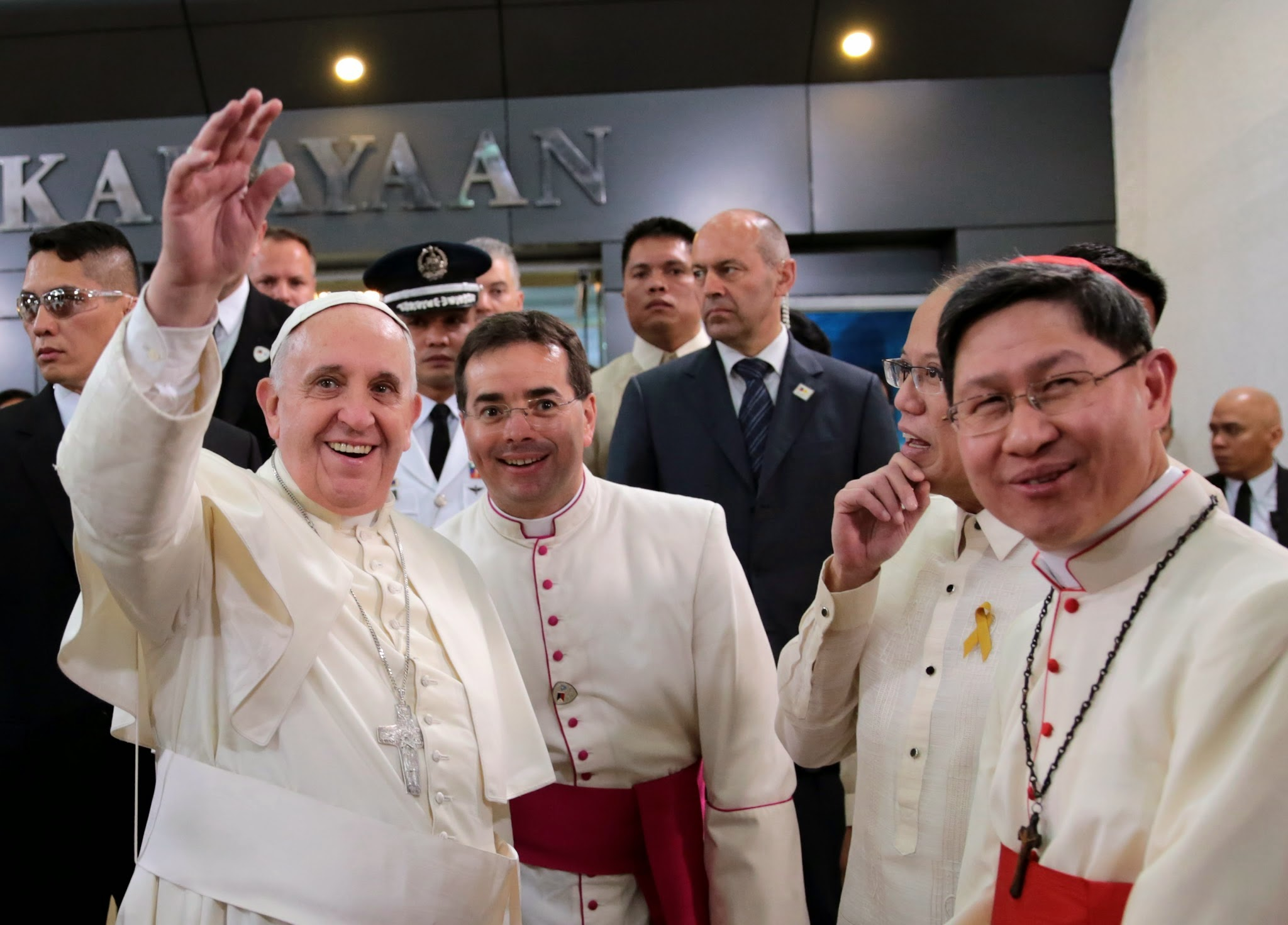
Il cardinale Luis Antonio Tagle (il primo da destra) indossa l'abito piano bianco con zucchetto, fascia e bottoni color porpora.
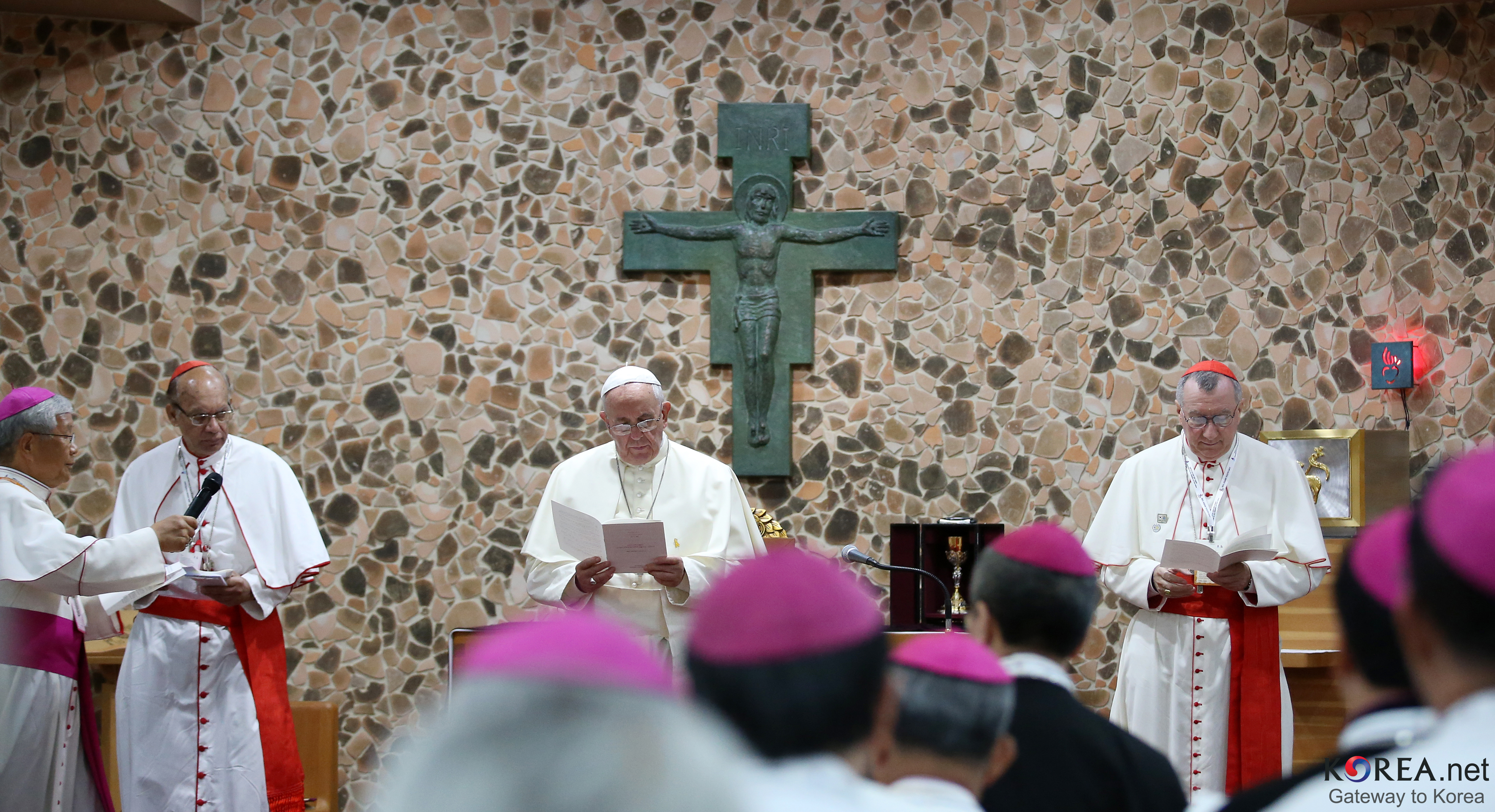
Il cardinale Pietro Parolin (a destra) e il cardinale Oswald Gracias (a sinistra) indossano l'abito piano bianco con occhielli, bottoni, bordi, fodera, fascia, e zucchetto color porpora. Al centro papa Francesco e all'estrema sinistra, col microfono in mano, mons. Lazarus You Heung-sik (oggi cardinale)

## Uffici particolari

### Il cardinale decano
Il titolo di decano indica generalmente un primo per anzianità tra pari.
Nell'ambito dei cardinali indica quel cardinale che presiede, come semplice primus inter pares, il Collegio dei cardinali e quindi anche il conclave; a lui spetta chiedere al papa neoeletto l'accettazione del mandato e (in seconda battuta) quale nome intenda utilizzare. Qualora il nuovo pontefice non abbia poi la dignità episcopale, è sempre il decano a ordinarlo vescovo. Se il decano è ultraottantenne, la presidenza del conclave passa al sotto-decano o comunque al cardinale vescovo più anziano per nomina fra gli elettori. In caso di elezione del decano a papa, sarà ancora il sotto-decano o, qualora impossibilitato, il cardinale vescovo di più antica creazione a provvedere alla richiesta del consenso e del nome.
Il decano del collegio cardinalizio è eletto dai soli cardinali titolari di sede suburbicaria o di titolo elevato alla medesima dignità (ossia i cardinali vescovi, esclusi i patriarchi di rito orientale) fra uno di essi; l'elezione deve essere approvata dal papa. Sin dall'antichità il cardinale decano assume tradizionalmente anche il titolo della sede suburbicaria di Ostia aggiungendolo a quello posseduto fino a quel momento, essendo il vescovo di Ostia colui che aveva il privilegio di incoronare il papa neoeletto.
La carica di cardinal decano è stata congiunta a quella di cardinale protovescovo fino al 1965, quando Paolo VI tramite il motu proprio Sacro Cardinalium Consilio rese la carica di decano elettiva.
Dal 2019 la carica ha una scadenza di mandato di cinque anni, rinnovabile.
Dal 18 gennaio 2020 la carica è ricoperta dal cardinale Giovanni Battista Re.

### Il cardinale camerlengo

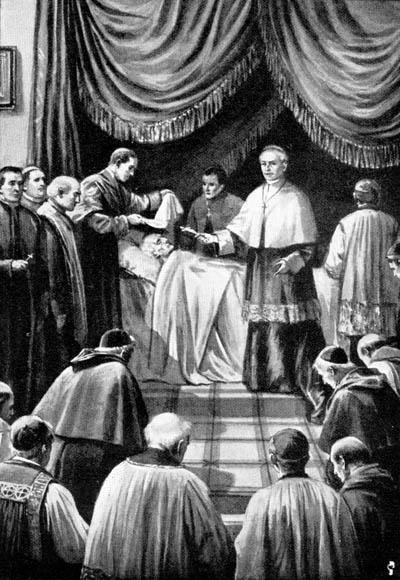
Il cardinale camerlengo certifica la morte del Papa nel 1903

Il titolo di camerlengo indica generalmente un amministratore dei beni ecclesiastici di ciascun istituto religioso.
Nell'ambito dei cardinali indica quel cardinale che ha il compito di amministrare le proprietà e i beni della Santa Sede, di reggere la Sede vacante, in caso di morte o rinuncia del Santo Padre, e la responsabilità della convocazione del conclave per l'elezione del nuovo Pontefice.
Dal 14 febbraio 2019 il ruolo di camerlengo è ricoperto dal cardinale statunitense Kevin Joseph Farrell.

### Il cardinale protodiacono

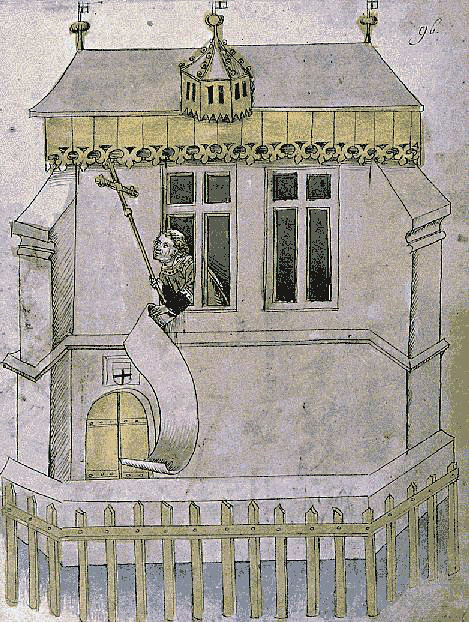
L'annuncio dell'Habemus papam in seguito all'elezione di papa Martino V

Il primo dei cardinali diaconi si chiama cardinale protodiacono e ha il compito di annunciare al popolo cristiano l'elezione del nuovo papa dalla loggia della Basilica di San Pietro, con le parole Habemus papam. Un tempo era anche colui che affiancava il Pontefice nelle cerimonie più importanti per tenergli il lembo del piviale, oppure per assisterlo durante la celebrazione della Messa, ed era colui che incoronava il nuovo Papa (dal 1978 l'imposizione del triregno è stata sostituita da quella del pallio, con la relativa cerimonia che è stata ribattezzata Messa di inizio pontificato).
Dal 28 ottobre 2024 il cardinale protodiacono della Chiesa cattolica è il cardinale Dominique Mamberti.

### Prima creatura
Prende il nome di prima creatura il primo cardinale creato da ciascun pontefice. Soprattutto nel Cinquecento e nel Seicento la prima creatura era un cardinale che godeva di particolare fiducia e prossimità al pontefice, che si rifletteva in un maggior prestigio all'interno della Curia. In numerosi casi la scelta del primo cardinale cadeva sul cardinal nipote.

### Cardinaliin pectoree cardinali segreti
A partire da papa Paolo III, i papi hanno occasionalmente nominato cardinali senza renderne noto il nome ad alcuno (creati et reservati in pectore), a volte neppure all'interessato, in genere per proteggere loro o le loro comunità dal rischio di vendette. Quando il papa lo ritiene sicuro rende pubblica la nomina e da quel momento il nominato può assumere le sue funzioni (ma con anzianità dalla data della nomina in pectore); se però il papa muore prima, la nomina cessa di avere effetto.
Giovanni Paolo II ha utilizzato la nomina in pectore nei concistori del 1979 (pubblicata nel 1991) e del 1998 (pubblicata nel 2001). Nel suo ultimo concistoro (2003) papa Wojtyla ha nominato in pectore un cardinale, che è decaduto al momento della morte del pontefice il 2 aprile 2005, non essendo mai stato pubblicato.
Si chiamano invece cardinali segreti coloro che sono noti agli altri cardinali ma non vengono resi pubblici: questa pratica fu inaugurata da papa Martino V.

## Cardinali per età
Nella tabella sono riportati il più anziano e il più giovane in carica:
| Nome          | Data di nascita   | Anni e giorni        | Giorni | Paese   | Diocesi                                                      |
| Angelo Acerbi | 23 settembre 1925 | 99 anni e 329 giorni | 36 489 | Italia  | -                                                            |
| Mykola Byčok  | 13 febbraio 1980  | 45 anni e 186 giorni | 16 623 | Ucraina | Eparchia dei Santi Pietro e Paolo di Melbourne degli Ucraini |

Tra i cardinali italiani, il più anziano e il più giovane sono:
| Nome            | Data di nascita   | Anni e giorni        | Giorni | Diocesi     |
| Angelo Acerbi   | 23 settembre 1925 | 99 anni e 329 giorni | 36 489 | -           |
| Giorgio Marengo | 7 giugno 1974     | 51 anni e 72 giorni  | 18 700 | Ulaanbaatar |

## Cardinali santi e beati
Al 2023 soltanto 16 cardinali sono venerati come santi:
- Pier Damiani[57]
- Oderisio di Montecassino[58]
- Anselmo di Lucca
- Pietro Igneo
- Bernardo degli Uberti
- Berardo dei Marsi
- Guarino Foscari
- Galdino della Sala
- Alberto di Lovanio
- Bonaventura da Bagnoregio
- John Fisher
- Carlo Borromeo
- Roberto Bellarmino
- Gregorio Barbarigo
- Giuseppe Maria Tomasi
- John Henry Newman

Tradizionalmente vengono considerati cardinali anche san Girolamo, san Bruno di Segni, san Raimondo Nonnato e san Tesauro Beccaria sebbene non vi siano dati certi della loro avvenuta creazione cardinalizia.
Inoltre sono 19 i cardinali venerati come beati:
- Ugo di San Vittore
- Balduino da Pisa
- Enrico di Marcy
- Corrado di Urach
- Giovanni Dominici
- Niccolò Albergati
- Dominique Serra
- Louis Aleman
- Paolo Burali d'Arezzo
- Giuseppe Benedetto Dusmet
- Ciriaco María Sancha y Hervás
- Marcelo Spínola y Maestre
- Andrea Carlo Ferrari
- Alfredo Ildefonso Schuster
- Clemens August von Galen
- Alojzije Viktor Stepinac
- Iuliu Hossu
- Stefan Wyszyński
- Eduardo Francisco Pironio

Infine, per altri 30 è in corso il processo di beatificazione:
- Stanislao Osio
- Pier Marcellino Corradini
- Giovanni Antonio Guadagni
- Carlo Odescalchi
- Lodovico Altieri
- Sisto Riario Sforza
- Guglielmo Massaia
- Giuseppe Guarino
- François-Marie-Benjamin Richard
- Rafael Merry del Val
- Pietro La Fontaine
- Raffaele Carlo Rossi
- August Hlond
- Celso Costantini
- Elia Dalla Costa
- Joseph-Léon Cardijn
- Ángel Herrera Oria
- Josef Beran
- Krikor Bedros XV Aghagianian
- Charles Journet
- József Mindszenty
- Emile Biayenda
- Terence Cooke
- Thomas Benjamin Cooray[59]
- Pablo Muñoz Vega
- Anastasio Alberto Ballestrero
- Franjo Kuharić
- François-Xavier Nguyên Van Thuán
- Maurice Michael Otunga
- Peter Poreku Dery
- Stefano II Ghattas
- Gilberto Agustoni[60]